# Намиколаво-Меоре
Намиколаво-Меоре (груз. ნამიკოლავო მეორე) — село в Грузии, на территории Мартвильского муниципалитета края (мхаре) Самегрело-Верхняя Сванетия.

## География
Село находится в западной части Грузии, на правом берегу реки Техури, на расстоянии приблизительно 5 километров (по прямой) к северо-западу от города Мартвили, административного центра муниципалитета. Абсолютная высота — 211 метров над уровнем моря.

## Население
По результатам официальной переписи населения 2014 года в Намиколаво-Меоре проживало 727 человек (359 мужчин и 368 женщин). В национальной структуре населения грузины составляли 100 %.
| Год  | Население, человек |
| ---- | ------------------ |
| 2002 | 1072               |
| 2014 | ↘ 727              |